# فيافرانكا دي لا سييرا
بلدية فيافرانكا دي لا سييرا (بالإسبانية: Villafranca de la Sierra) هي بلدية تقع في مقاطعة آبلة التابعة لمنطقة قشتالة وليون وسط إسبانيا.

## الديموغرافيا
بلغ عدد سكان بلدية فيافرانكا دي لا سييرا 158 نسمة عام 2011 (وفقاً للمعهد الوطني للإحصاء الإسباني).
| 219 | 224 | 189 | 162 | 160 | 155 | 158 |